# ジビル・バルチュナイテ

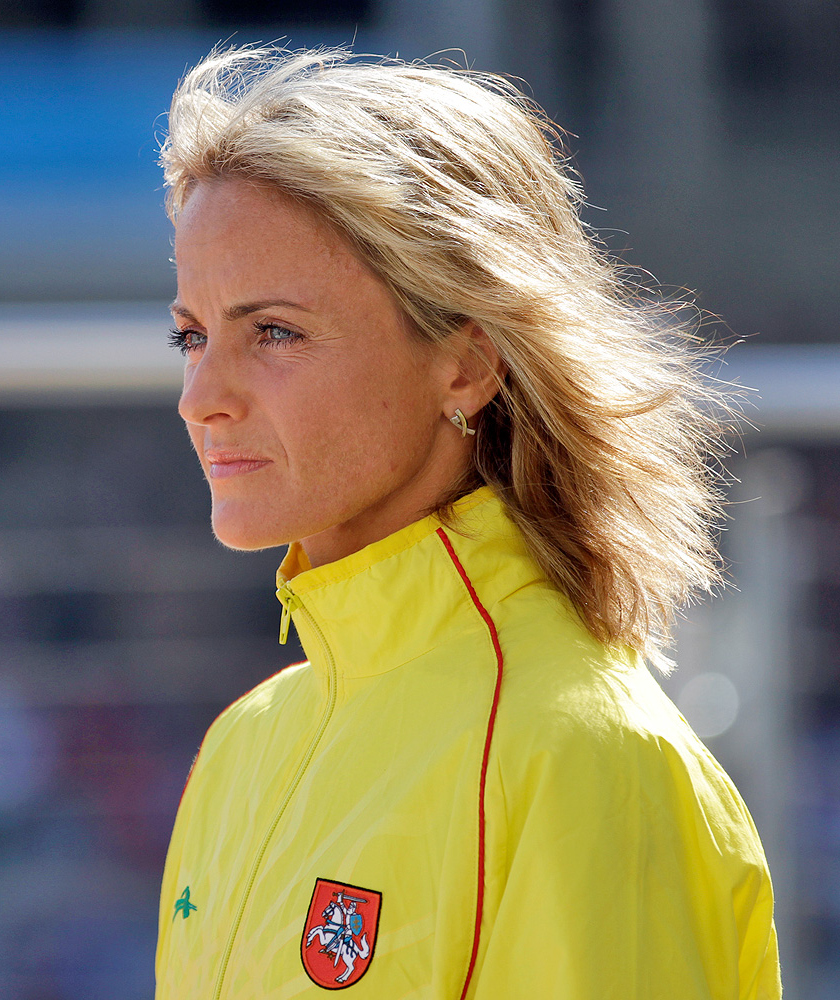

ジビル・バルチュナイテ（Živilė Balčiūnaitė、1979年4月3日 - ）はリトアニアの女子陸上競技選手。専門は長距離走、マラソン。ヴィリニュス出身。
2度のオリンピック出場経験があり、マラソンでアテネオリンピックで14位、北京オリンピックで11位になっている。2006年のイェーテボリでのヨーロッパ陸上競技選手権大会では、マラソンで4位入賞している。
2010年ヨーロッパ陸上競技選手権大会のマラソンで優勝したが、禁止薬物のテストステロンに陽性となり失格した。スポーツ仲裁裁判所への訴えも却下され2年間の出場停止処分が確定し、ロンドンオリンピックに出場出来なくなった。

## 自己ベスト
- マラソン - 2時間25分15秒 (2005年11月20日、東京都)